# Niaz Murshed
Niaz Murshed, beng. নিয়াজ মোরশেদ (ur. 13 maja 1966 w Dhace) – banglijski szachista, pierwszy arcymistrz Bangladeszu oraz Azji Południowej (tytuł otrzymał w 1987 roku).

## Kariera szachowa
Do ścisłej czołówki szachistów Bangladeszu awansował już w nastoletnim wieku. W latach 1979–1982 czterokrotnie z rzędu zwyciężył w indywidualnych mistrzostwach kraju. Pomiędzy 1984 a 2004 r. sześciokrotnie (w tym 4 razy na I szachownicy) brał udział w szachowych olimpiadach, poza tym w latach 1979, 1983 i 1991 – w drużynowych mistrzostwach Azji, w 1991 r. zdobywając złoty medal za najlepszy indywidualny wynik na I szachownicy. W 1997 r. wystąpił w Groningen w pucharowym turnieju o mistrzostwo świata, w I rundzie przegrywając z Gilberto Milosem.
Na arenie międzynarodowej zadebiutował w 1982 r. w Kopenhadze, dzieląc VIII-XI m. (wspólnie z Larsem Schandorffem, Johanem Hjartarsonem i Nenadem Sulavą) w mistrzostwach świata juniorów do lat 20. W 1986 r. zajął II m. (za Gieorgijem Agzamowem) w Kalkucie, natomiast w 1988 r. podzielił II m. (za Jonathanem Mestelem, wspólnie z Murrayem Chandlerem i Glennem Flearem) w mistrzostwach Wielkiej Brytanii, rozegranych w Blackpool. W 1992 podzielił II m. w Cebu City (za Ianem Rogersem, wspólnie z Rogelio Barcenillą i Dibyendu Baruą) oraz w Dosze (za Aleksiejem Kuźminem, wspólnie z Jewgienijem Wasiukowem), natomiast w następnym roku podzielił w tym mieście III m. (za Konstantinem Sakajewem i Jewgienijem Wasiukowem, wspólnie z Mershadem Sharifem). W 2003 r. podzielił II m. (za Reefatem Bin-Sattarem, wspólnie z Aleksiejem Barsowem i Aleksandrem Fominychem) w Dhace, natomiast w 2004 r. podzielił III m. (za Nigelem Shortem i Pawłem Smirnowem, wspólnie z Maratem Dżumajewem) w mistrzostwach Wspólnoty Narodów rozegranych w Bombaju.
Najwyższy ranking w swojej karierze osiągnął 1 lipca 1993 r., z wynikiem 2525 punktów zajmował wówczas 1. miejsce wśród banglijskich szachistów.